# کولچی
کولچی (انگلیسی: Colcci) شرکت پوشاک برزیلی است، که در سال ۱۹۸۶ تأسیس شد.